# Museum in Gliwice

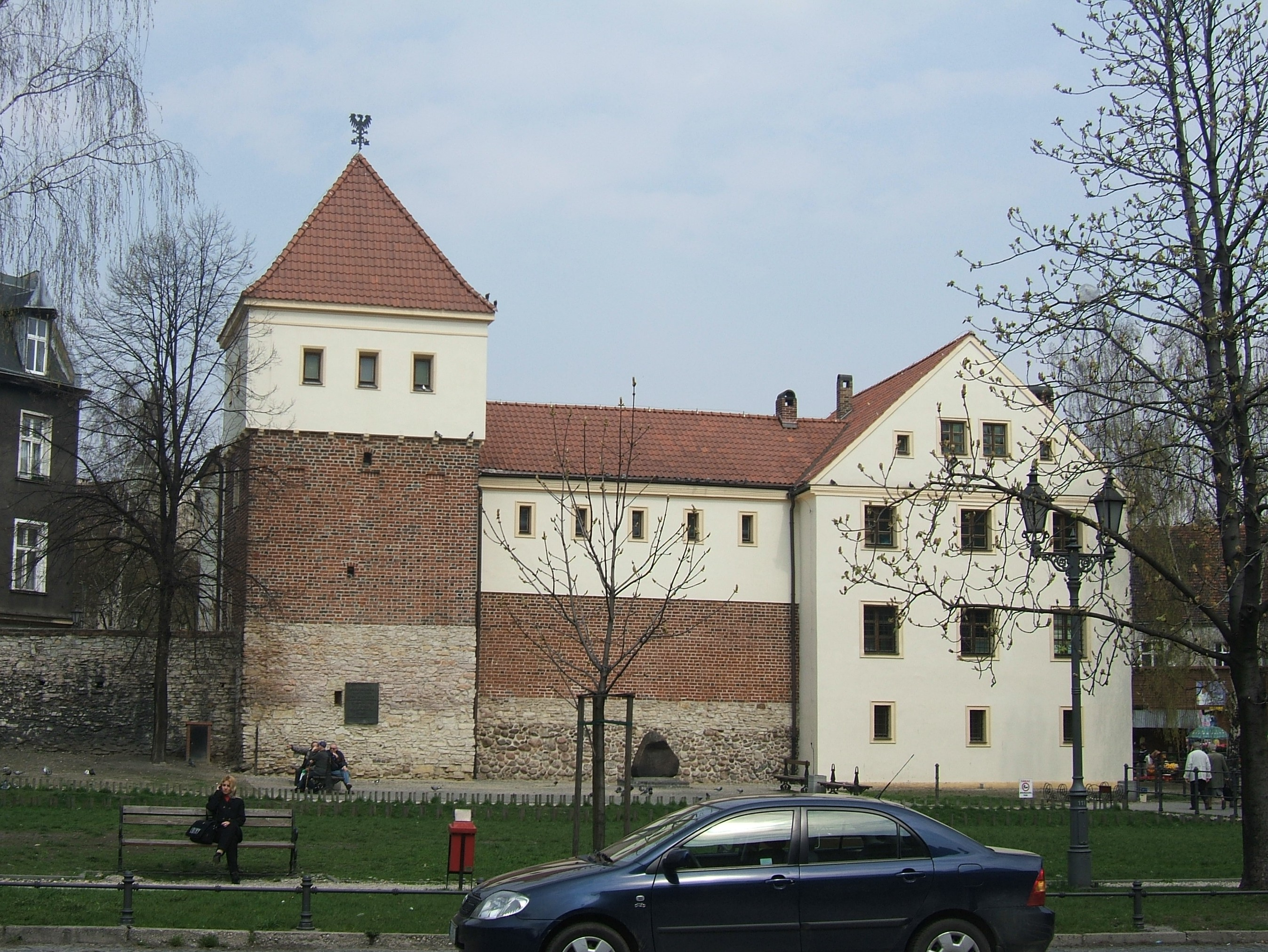
Das Schloss

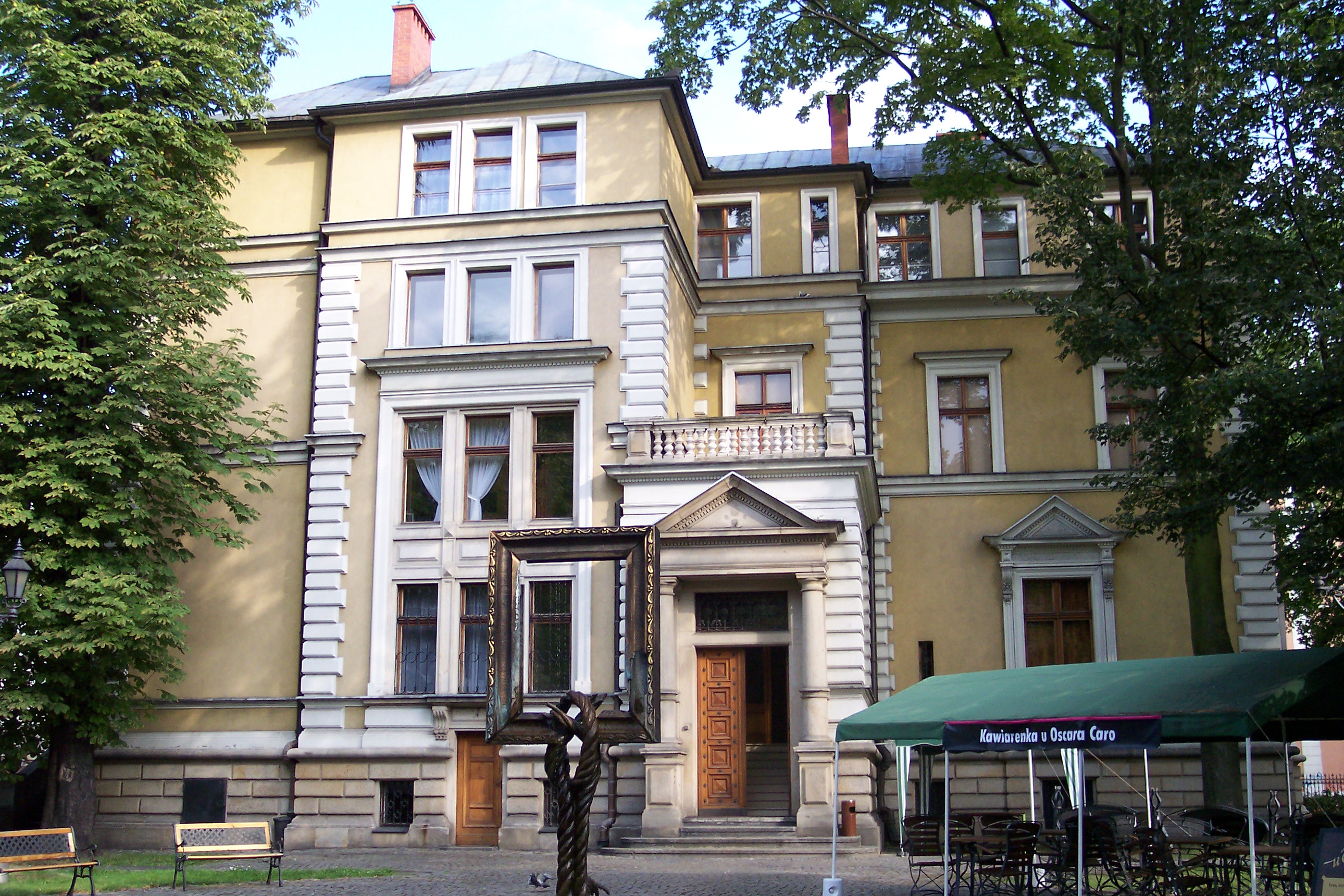
Villa Caro

Das Museum in Gliwice (Gleiwitz) ist eines der ältesten Einrichtungen dieser Art in Oberschlesien.

## Geschichte

### Oberschlesisches Museum Gleiwitz
Das Museum in Gliwice wurde am 22. März 1905 im Hotel „Deutsches Haus“ am Gleiwitzer Ring gegründet und hieß von 1905 bis 1933 „Oberschlesisches Museum in Gleiwitz“. Das Museum konzentrierte sich auf Sammlungen zur Geschichte und Gegenwart Oberschlesiens. Später zog das Oberschlesische Museum in das Gebäude der Neuen Schule an der Friedrichstraße 1a.
In den 1920er Jahren besaß das Oberschlesische Museum folgende Abteilungen und Sammlungen:
- Abteilung Bildende Künste: Gemälde alter und neuer (vor allem oberschlesischer) Meister, Plastiken. Wechselnde Kunstausstellungen.
- Abteilung Geologie und Mineralogie: Versteinerungen aus verschiedenen Perioden der Erde, Mineralien aus verschiedenen Erdteilen
- Abteilung Industrie und Handwerk: Modelle alter Hochöfen, Muster oberschlesischer Industrieerzeugnisse, Altertümer des Schlosser-, Tischler-, Uhrmacher-, Kupferschmiede- und Modellschnitzerhandwerks, Werdegänge aus verschiedenen Industriezweigen
- Abteilung Kunstgewerbe: Gläser, Porzellane, oberschlesische Keramik, Gleiwitzer Eisengüsse, Zinngeräte, Miniaturen, kirchliche Kleinkunst, ostasiatisches Kunstgewerbe
- Abteilung Naturkunde: Die heimische Tierwelt (Vögel, Schmetterlinge, Fische) in vielen hundert Präparaten
- Abteilung Volkskunde: Oberschlesische Altertümer (Möbel, Trachten, Geräte, Werkzeuge, Uhren, Stickereien), eingerichtete Bauernstube von 1794
- Abteilung Völkerkunde: Geräte und Waffen der Naturvölker deutscher Kolonien, prähistorische Fundstücke aus Oberschlesien, eine ägyptische Grabkammer mit einer Mumie und drei Särgen
- Abteilung Waffenkunde: Hieb- und Schusswaffen verschiedener Zeiten und Länder

Zum 25-jährigen Bestehen des Oberschlesischen Museums wurde es neu gruppiert und neu aufgestellt.

### Neuausrichtung
Im Frühjahr 1934 zog das Gleiwitzer Museum in die Villa Caro in der Niederwallstraße um.
1945 wurde das Eigentum des Museums vom polnischen Staat übernommen. Das Museum wurde zu einem Stadtmuseum, die Thematik auf die Stadt Gliwice beschränkt. 1959 wurde das Schloss Teil des Museums. Das Museum besitzt heute 4 Standorte, der Hauptsitz befindet sich in der Villa Caro.

## Abteilungen
- Abteilung Villa Caro
- Abteilung Schloss
- Abteilung für Kunstgüsse
- Abteilung Sendeturm Gleiwitz (Museum der Rundfunkgeschichte und der Medienkunst)

## Exponate
1905 besaß das Museum 1.585 Exponate, 1915 16.538 Exponate, 1935 22.458 Exponate, 1945 18.000 Exponate, 1960 23.330 Exponate, 1980 65.606 Exponate und 2002 93.387 Exponate.
Zu den herausragenden Exponaten gehört das „Portrait eines Jungen“, 1586, von Anton Möller (dem „Maler von Danzig“), 1563–1611. Die Mehrzahl seiner Werke befindet sich jedoch in Museen bzw. Kirchen o. ä. der Städte Thorn und Danzig.
1930 besaß das Oberschlesische Museum in Gleiwitz unter anderem:
- Ein in Oberschlesien ausgegrabenes unvollständiges Mammutskelett.
- Eine Insektensammlung mit hunderten einheimischen und auswärtigen Schmetterlingen und Käfern.
- Eine Mineraliensammlung mit Exponaten in ihrer Naturform und in Verbindung mit anderen Gesteinen.
- Eine Heimatsammlung mit beispielsweise einem Modell einer Schrotholzkirche, Reliquien aus der Stadt Gleiwitz und eine Webkunstsammlung mit oberschlesischen Trachten.
- Eine Vogel- und Kleintiersammlung.
- Eine völkerkundliche Abteilung mit einer ägyptischen Grabkammer mit einer etwa 4000 Jahre alten Mumie.
- Eine Heimat- und volkskundliche Abteilung mit einem Model des mittelalterlichen Gleiwitz. *
- Eine oberschlesische Bauernstube aus dem Jahr 1794.

Der Forscher und 2. Museumsdirektor Grundey trug mit seiner Arbeit zu einer der größten Sammlungen des Museums bei.